# Matthias Kaburek
Matthias Kaburek (Viena, 9 de febrer de 1911 - 17 de febrer de 1976) fou un futbolista austríac de la dècada de 1930.
Pel que fa a clubs, destacà al Rapid Viena i al FC Metz francès. Fou internacional amb Àustria, amb la qual participà en la Copa del Món de 1934. També disputà un partit amb Alemanya el 1939.

## Palmarès
- Màxim golejador de la lliga austríaca de futbol (1):
  - 1935[9]